# La Alcarria

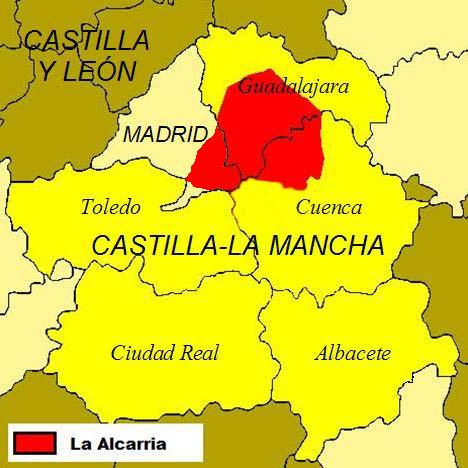
Extensión aproximada de la Alcarria, entre las provincias de Madrid, Guadalajara y Cuenca.

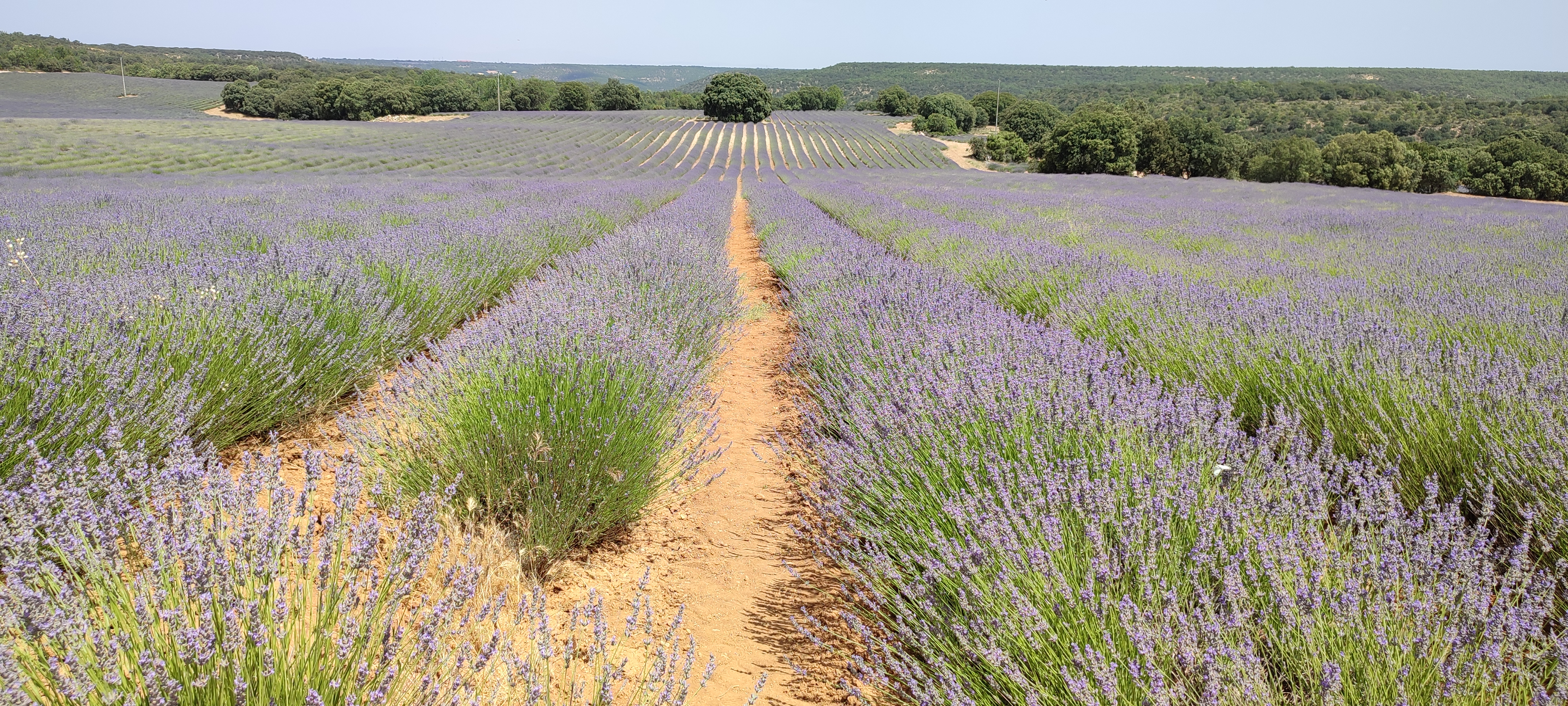
Campos de lavanda en flor en Brihuega

La Alcarria es una comarca natural castellana situada en la submeseta Sur, que comprende la mayor parte del centro y sur de la provincia de Guadalajara, el noroeste de la provincia de Cuenca y el sureste de la provincia de Madrid, pudiendo considerarse alcarreños también algunos municipios de la comarca de Tarancón (Cuenca) y de la mesa de Ocaña (Toledo). Es una comarca transitoria entre las serranías del sistema Ibérico y la llanura de la Mancha. 
Geográficamente está formada por un relieve tabular coronado por la superficie estructural del páramo calizo que se ve continuamente cortado de norte a sur por ríos y arroyos que forman angostos glacis y cuestas margosos y profundos valles fértiles. Esto genera una geomorfología que produce un notable contraste entre los encinares y la agricultura de secano del páramo, y las pequeñas huertas, los olivares y las hierbas aromáticas de las cuestas y valles. 
Precisamente, la abundancia de plantas aromáticas como el romero, el tomillo, el espliego o lavanda hacen posible la apicultura de la que resulta la miel de la Alcarria. Otros productos dados en la comarca son el cordero de raza alcarreña, el aceite de la Alcarria y los vinos de denominación de origen de Mondéjar y Sacedón y Arganda.
El paisaje antropogenizado de la Alcarria ha sido marco contextual de varias obras literarias célebres, entre las que destaca fundamentalmente Viaje a la Alcarria de Camilo José Cela.

## Etimología
El nombre de alcarria proviene del árabe andalusí y los arabistas modernos identifican con el término al-Qaryat, al igual que alquería, nombre que reciben pequeñas casas de labor y que, algunas, han evolucionado en pequeños poblados. De hecho, son muchas las construcciones de este tipo que ha habido y hay en esta comarca o están presentes en la toponimia. Hoy al término alcarria se le da el significado de "terreno alto, raso y de poca hierba". El adjetivo gentilicio propio de la comarca es alcarreño.

## Extensión y límites

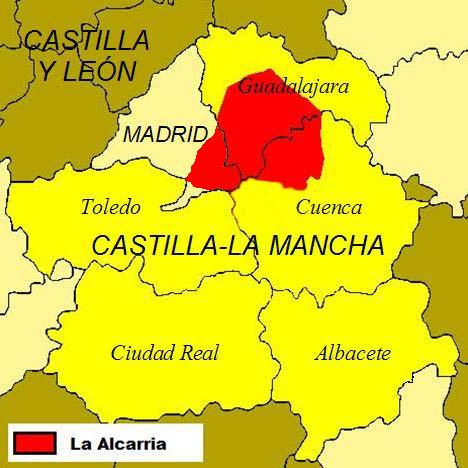
Extensión geográfica de La Alcarria

Al tratarse de una comarca natural, no hay una claridad sobre los límites geográficos de la Alcarria en su parte nordeste y oriental, donde enlaza con la sierra Ministra y las parameras de Molina. Además, la Alcarria, en su definición como peculiaridad geológica, no coincide con la Alcarria histórica, algo más amplia, con poblaciones como Cifuentes y Brihuega  y parte de las tierras situadas al norte del Tajo.  De norte a oeste sí está delimitada en el polígono formado por los ríos Henares, Jarama y Tajo, como límite geológico y morfológico del páramo de la Alcarria. Por el sur, la Alcarria conquense está institucionalizada a través del programa PRODER 2 del Ministerio de Agricultura, Alimentación y Medio Ambiente que incluye al CEDER Alcarria Conquense.
Los 187 municipios considerados actualmente como integrantes de La Alcarria suman 8456 km², de los que 4488 km² pertenecen administrativamente a la provincia de Guadalajara; 2480 km² a la de Cuenca; y 1488 km² a la de Madrid.
Habitualmente se distinguen varias zonas dentro de la propia comarca de la Alcarria dependiendo de cada una de las provincias donde se extiende. Así, en la provincia de Guadalajara, donde la Alcarria tiene mayor extensión, se distingue entre la Alcarria Alta, en la zona más septentrional, en la orilla derecha del río Tajuña, donde el páramo alcarreño alcanza su mayor altitud, y la Alcarria Baja, en la zona más meridional, en la orilla izquierda del Tajuña y en torno a la vega del Tajo. También en la Comunidad de Madrid el Tajuña sirve de separación entre los páramos de la Alcarria de Alcalá, al norte, y de la Alcarria de Chinchón, al sur. En la parte más meridional, desde la margen izquierda de los ríos Tajo y Guadiela, se habla de la Alcarria conquense por extenderse en la provincia de Cuenca.
La comarca aparece descrita en el primer volumen del Diccionario geográfico-estadístico-histórico de España y sus posesiones de Ultramar de Pascual Madoz de la siguiente manera:

ALCARRIA: terr. ant. de España el cual ocupa la mayor parte de la prov. de Guadalajara y confina por N. con Jadraque, Cogolludo y Sigüenza; por E. con el part. de Molina y reino de Aragón; por S. con tierra de Cuenca y por O. con Alcalá de Henares, prov. de Madrid. El terreno comprendido en esta circunferencia es áspero, pues presenta multitud de cerros siendo en algunas partes tan elevados, que causan admiracion al viajero. Los aires se estrellan en los cortes de las montanas y producen un sonido agudo y prolongado que repitiendo el eco le hace desaparecer á gran dist. despues de convertirse en un ruido sordo que atemoriza fácilmente á un alma apocada. Contribuyen mas á producir este ruido los muchos montes de roble y encina que hay donde se cogen escelentes maderas para artefactos. Tampoco escasean los pastos que son de escelente calidad, por lo cual se apacentan en sus campiñas gran número de ganados que constitituyen la principal riqueza del pais. La miel se encuentra en abundancia, pues produciendo el suelo muchas flores aromáticas acuden enormes bandadas de abejas que dejan á los naturales el fruto de sus afanes. Parece que un terr. tan escabroso debía estar deshabitado, mas no es asi, pues cuenta con 14 pueblos en su seno, siendo el demás consideración Guadalajara, cuyos hab. se aprovechan de las amenas vegas que se hallan entre los cerros y hacen bastante fructiferas con las aguas que descienden de ellos y las de los r. Tajo, Tajuña, Guadiela y Henares, que atraviesan el térm. Abunda este de fuentes y baños minerales, hallándose los mas apreciados en Sacedon y Trillo (V. estos art.) se encuentran bastantes olivares, viñedos, frutales, huertas y muchas plantas medicinales. Las aguas de los espresados r. ademas de usarse en el riego, se emplean para poner en movimiento molinos harineros y varias fáb. de papel. Constituye parte de la ind. de estos hab. el carboneo de la madera que no sirve para construcción de artefactos, de lo que resulta una utilidad tan grande como de la miel, que recogen en abundancia, por lo que todos se hallan en una medianía.
(Madoz, 1845, p. 429)

## Geología

### Geomorfología

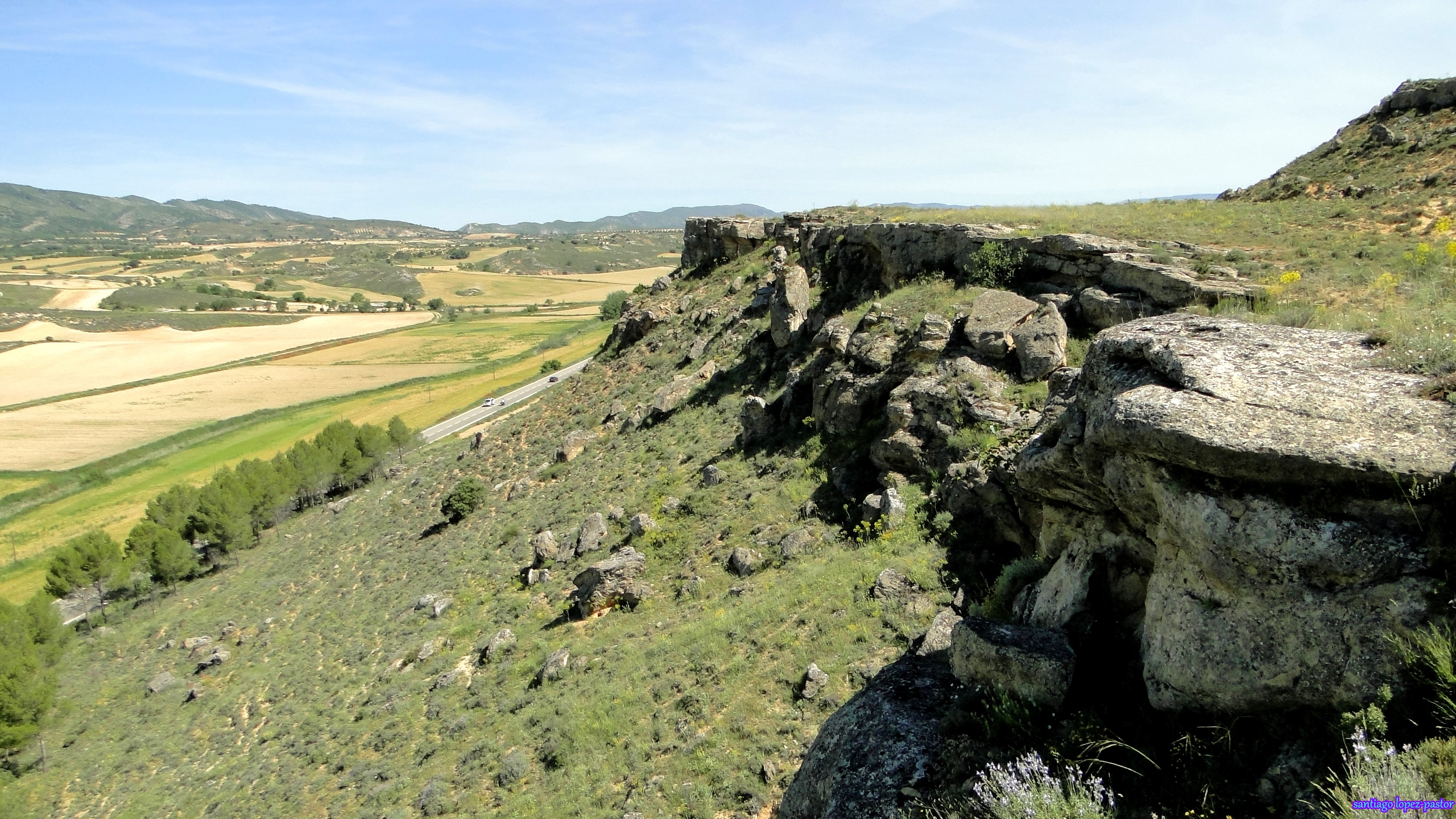
Paisaje en el término municipal conquense de El Valle de Altomira.

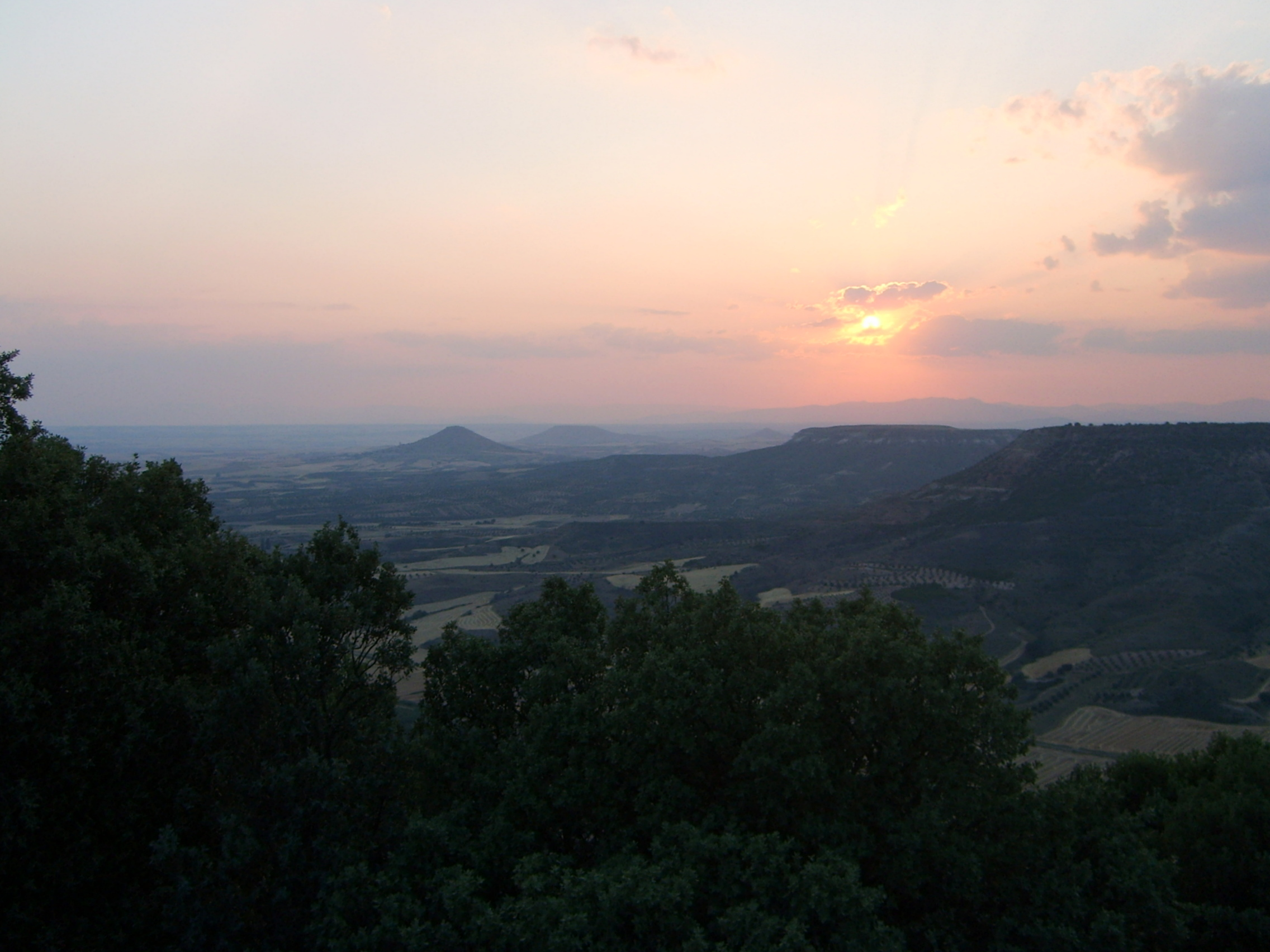
El relieve tabular, con la intercalación de páramos y valles como el del Henares, conforma el paisaje de la Alcarria.

La geomorfología de la Alcarria está dominada por un relieve tabular donde las superficies del páramo son intercaladas por valles de los ríos Henares, Tajuña y Tajo, y vaguadas menores tributarias de éstos, abiertos por la acción hídrica sobre un sustrato cuya génesis petrológica se debe, fundamentalmente y, en líneas generales, a un proceso prolongado de sedimentación endorreica de todos los materiales denudados de las principales cadenas montañosas que flanquean la comarca, esto es el sistema Central por el norte y oeste y el sistema Ibérico por el este y el sur. 
Este endorreísmo llegó a interrumpirse en varias ocasiones a lo largo del Cenozoico, por razones de índole tectónica, generándose sobre los terrenos resultantes, redes de drenaje que dependiendo de la coyuntura han discurrido con orientación diversa arrastrando y depositando sedimentos cuya naturaleza es explicable, en gran medida, por los regímenes hídricos de los colectores. Los estratos presentan un buzamiento general hacia el sur y suroeste muy leve según zonas, hecho que, y unido a otras causas, antaño llevó a pensar que todo el conjunto era un relieve aclinal escasamente afectado por ningún tipo de tectónica. 

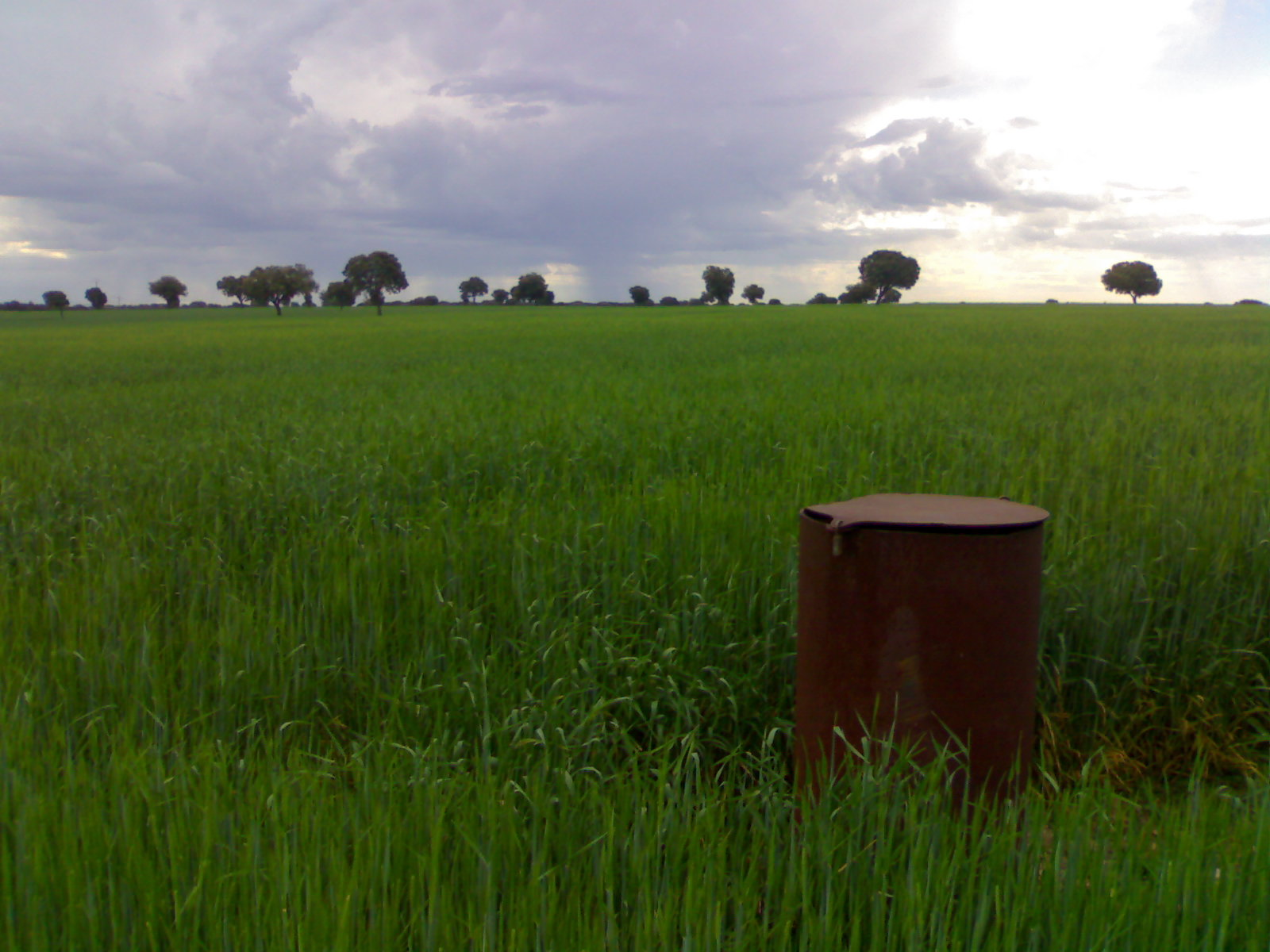
El páramo de la Alcarria es la superficie estructural del relieve tabular de la comarca.

El páramo de la Alcarria es bastante uniforme, aunque desciende suavemente de noreste a suroeste. En algunos casos, esa erosión ha diluido por completo el antiguo páramo calizo dejando restos de lo que antiguamente fue una plataforma llana en forma de cerros testigo que conservan la altitud del resto del páramo respecto al valle donde se asientan, algunos de ellos son:
- las Tetas de Viana (1144 y 1143 m s. n. m.),
- la Muela de Alarilla (961 m s. n. m.),
- el Colmillo de Alarilla (953 m s. n. m.),
- el cerro de Hita (981 m s. n. m.),
- el cerro de Huete (928 m. s. n. m.)
- o el Cerro del Ecce Homo (835 m s. n. m.)

La unidad morfológica del páramo de la Alcarria encuentra continuación inmediatamente al sur del Tajo en la Mesa de Ocaña. 
En algunas zonas del sureste de la comarca, la mayor proliferación de ríos y arroyos que forman profundos cañones dan lugar a que rompan la planicie caliza con más frecuencia sin dejar apenas espacio para la extensión del páramo y forman algunas pequeñas sierras de transición con la serranía de Cuenca como son el caso de Umbría Negra y la Solana. Por otra parte, la fuerte erosión provocada por los ríos Tajo y Guadiela han dado lugar a la sierra de Altomira, con una formación muy abrupta y escarpada que destaca sobre los amplios valles colindantes.

### Estratigrafía
El páramo está formado por calizas y en las cuestas y glacis abundan las margas y los yesos de origen marino, depositadas durante el Mioceno Superior y Plioceno, y en los valles las areniscas rojas y conglomerados de origen fluvial, de formación también intramiocena. Sobre estas capas de rocas sedimentarias, los ríos (principalmente el Tajuña, el Ungría, el Badiel, el Dulce, el Arlés, el Tajo y el Jabalera) han excavado profundos y, a menudo, amplios valles cársticos que discurren actualmente con una dirección principal noreste-suroeste y que enlazan con los niveles de páramo culminantes a través de topografías de cuestas más o menos pronunciadas y de perfil cóncavo que suelen alojar morfologías de tipo glacis.

### Hidrografía

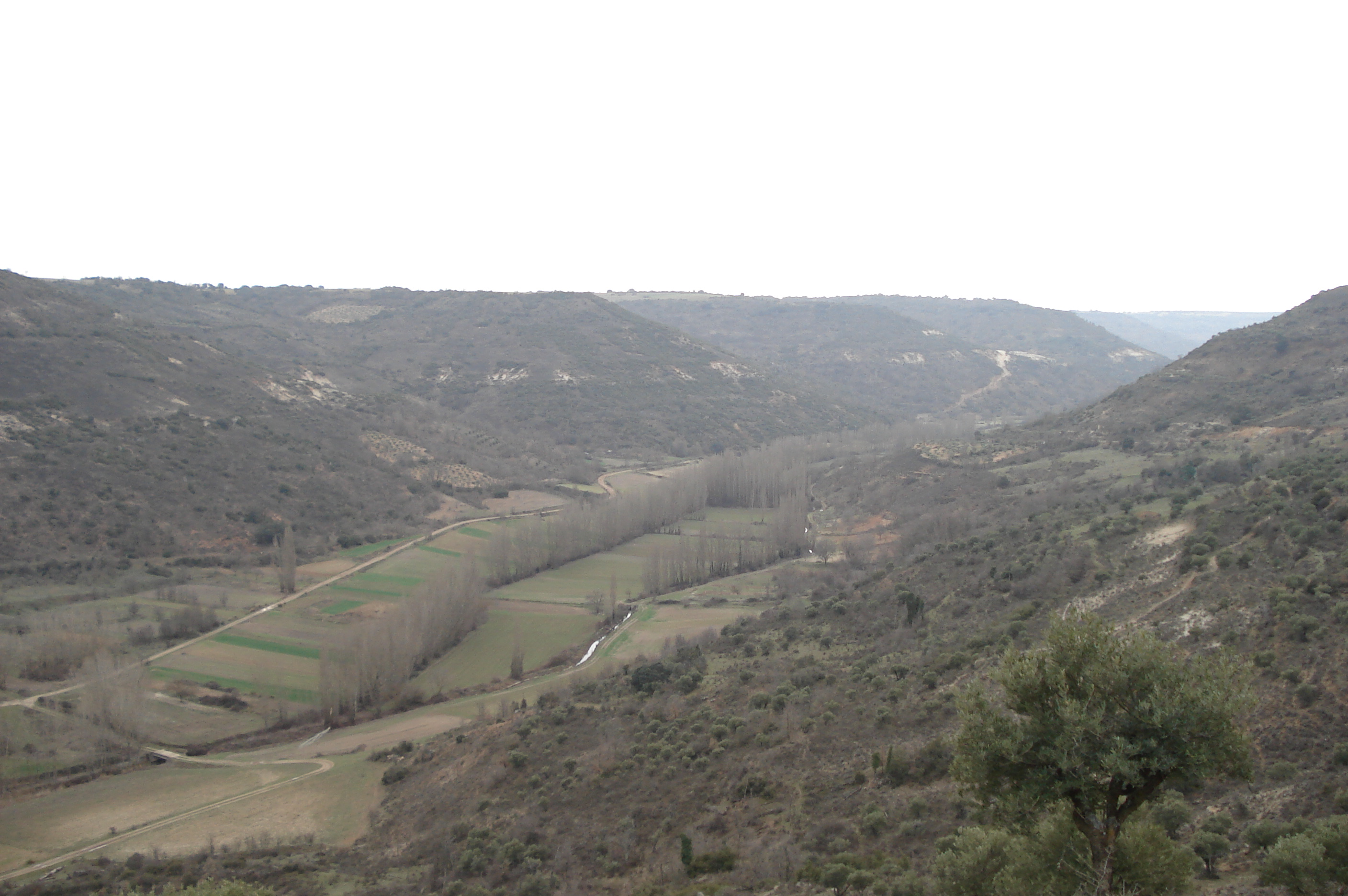
El Ungría, como otros ríos, rompe el páramo de la Alcarria dejando un profundo valle.

Lo que define la personalidad del paisaje de la Alcarria son los ríos que forman los valles y rompen el páramo. Salvo en la Alcarria conquense, donde ríos afluentes del Guadiela como el Jabalera o Mayor siguen una orientación sur-norte, en el centro y en el norte de la comarca los ríos siguen una disposición noreste-suroeste. Los principales ríos que cruzan la Alcarria y dejan en unos casos profundas vaguadas y en otros valles algo más amplios son:
- El Henares, extremo norte de la comarca y que sirve de límite con la Campiña del Henares, zona de transición entre la Alcarria y el sistema Central. Salvo el río Badiel, el Dulce, aguas abajo de la localidad de Aragosa, y pequeños arroyos y barrancos, como el arroyo de la Vega de Torija, no tiene otros afluentes importantes que configuren el páramo de manera notable.
- El Tajuña, que, junto a sus afluentes Matayeguas, Ungría, San Andrés, conforma la mayor depresión del páramo desde su nacimiento cerca de Maranchón hasta su desembocadura en el Jarama cerca de Titulcia.

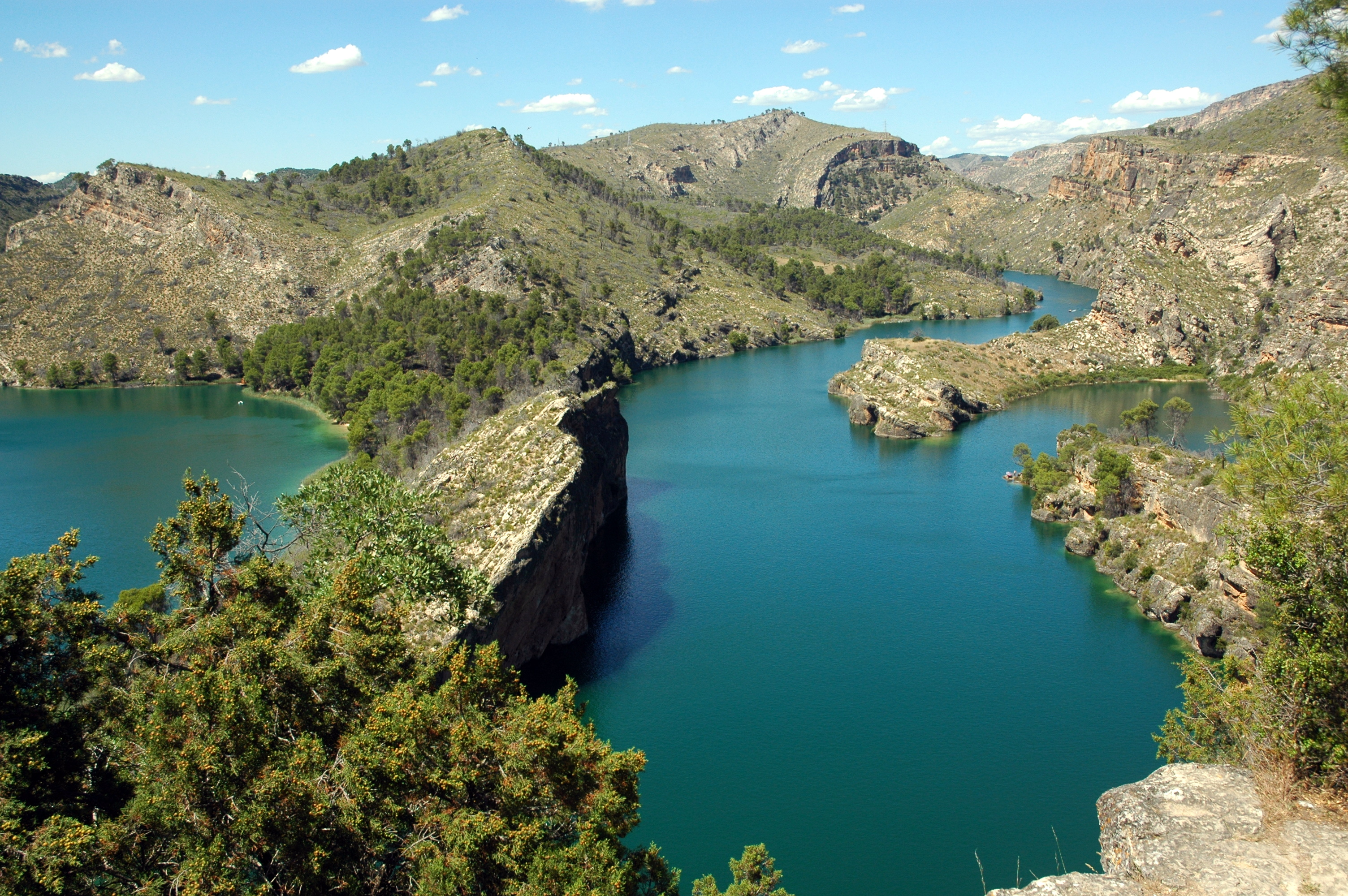
El embalse de Bolarque anega el valle formado por los cauces del Tajo y el Guadiela en la sierra de Altomira.

- El Tajo, después de un sinuoso recorrido en su parte alta, abre un valle más abierto desde Trillo, donde recibe las aguas del río Cifuentes. A partir de entonces, dibuja enormes y sugestivos meandros antes de frenar su caudal en los embalses de Entrepeñas, Bolarque, embalse de Zorita y Almoguera, que conforman parte del llamado mar de Castilla. Desde entonces, su inclinación se suaviza definitivamente y forma una amplia y fértil vega. En el Tajo desembocan otros ríos importantes para la configuración del relieve de la Alcarria como el Ompólveda y el Arlés.
- El Guadiela en el afluente principal del río Tajo en la zona de la Alcarria, a donde vierte sus aguas en el embalse de Bolarque. Constituye una amplia vega anegada por el embalse de Buendía, el mayor lago artificial de la comarca.
- El Jarama conforma el extremo occidental del páramo con una orientación norte-sur y en él desembocan otros dos de los principales ríos de la comarca, el Henares y el Tajuña, además de ser a su vez tributario del Tajo en el límite del páramo alcarreño.

## Hábitat

### Flora

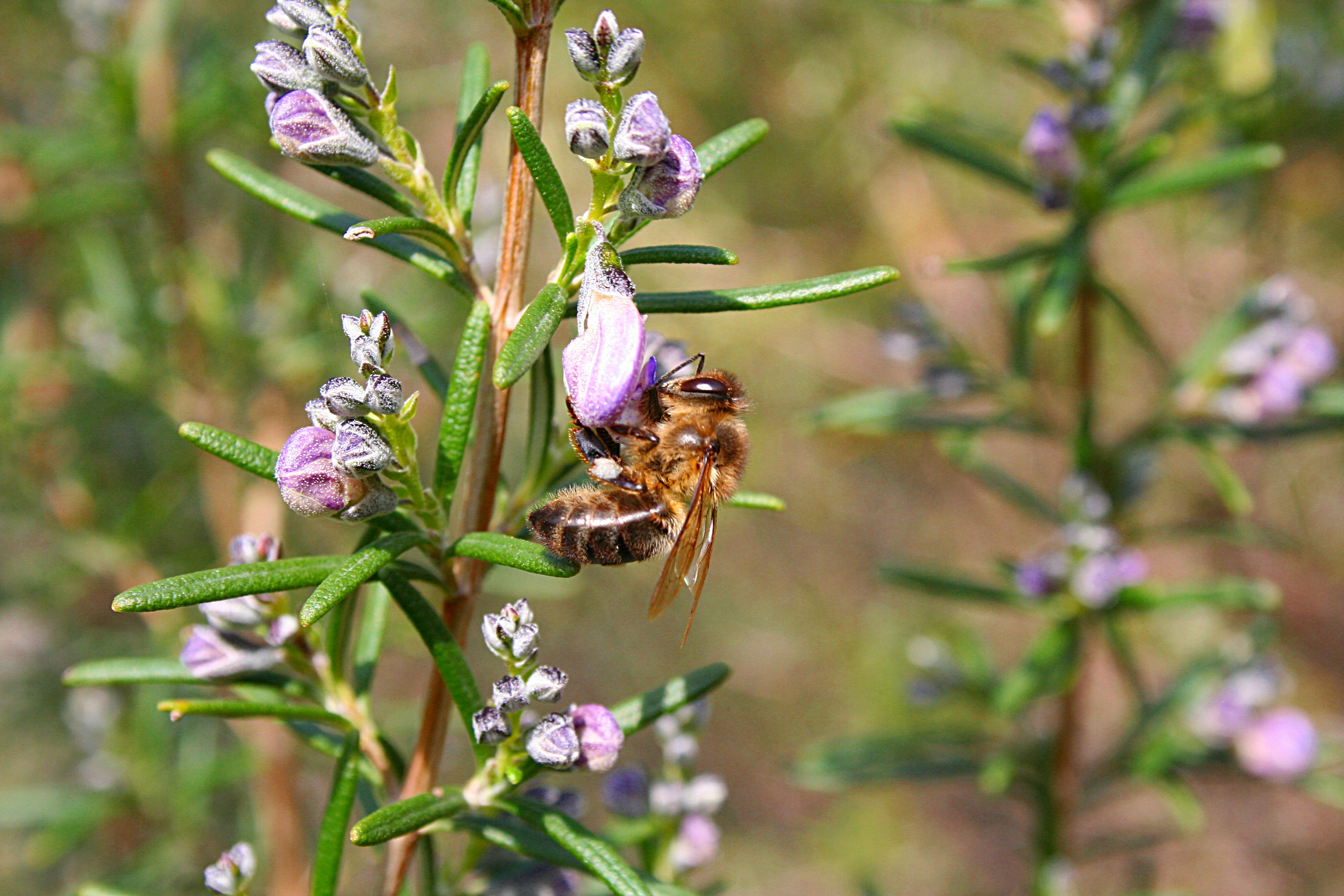
Las plantas aromáticas como el romero son muy abundantes en la comarca y son fruto de la miel de la Alcarria.

En lo que respecta a la cubierta vegetal, la Alcarria es una comarca fuertemente incidida por la acción antrópica que se concentra en los valles, en forma de cultivos de regadío como el maíz y otros cultivos intensivos, en los páramos, donde dominan los cultivos de secano como el cereal, y en las cuestas con el olivar y la vid. 
En los páramos la vegetación es resistente a las duras condiciones climáticas a la que está sometida. Entre los campos de cereal de los páramos conviven sabinas albares y enebros que conviven con arbustos leñosos, y aparecen numerosos bosques de encinas, quejigos y coscojas. Fruto de la repoblación aparecen también muestras de pino carrasco, pino laricio y pino piñonero.
Las cuestas y cárcavas están pobladas de monte bajo compuesto por manchas de quejigal, como los de Barriopedro y Brihuega, dadas las características más bien xéricas de la zona, así como la litología dominante en las mismas, alternando con espliegos y aulagas, que en la Alcarria tienen gran importancia por su abundancia, extensión y buen estado de conservación. En los coluviones situados en las partes bajas de las vertientes se encuentran, si la orientación de la vertiente es óptima, cultivos frutales, así como vid y olivar de regadío.
La Alcarria posee, sobre todo en cuestas y valles, una gran riqueza de plantas aromáticas y florísticas, como la lavanda, el espliego, el cantueso, el romero, el tomillo o la salvia, que han proporcionado el asentamiento de colmenas que producen la miel de la Alcarria.

### Fauna

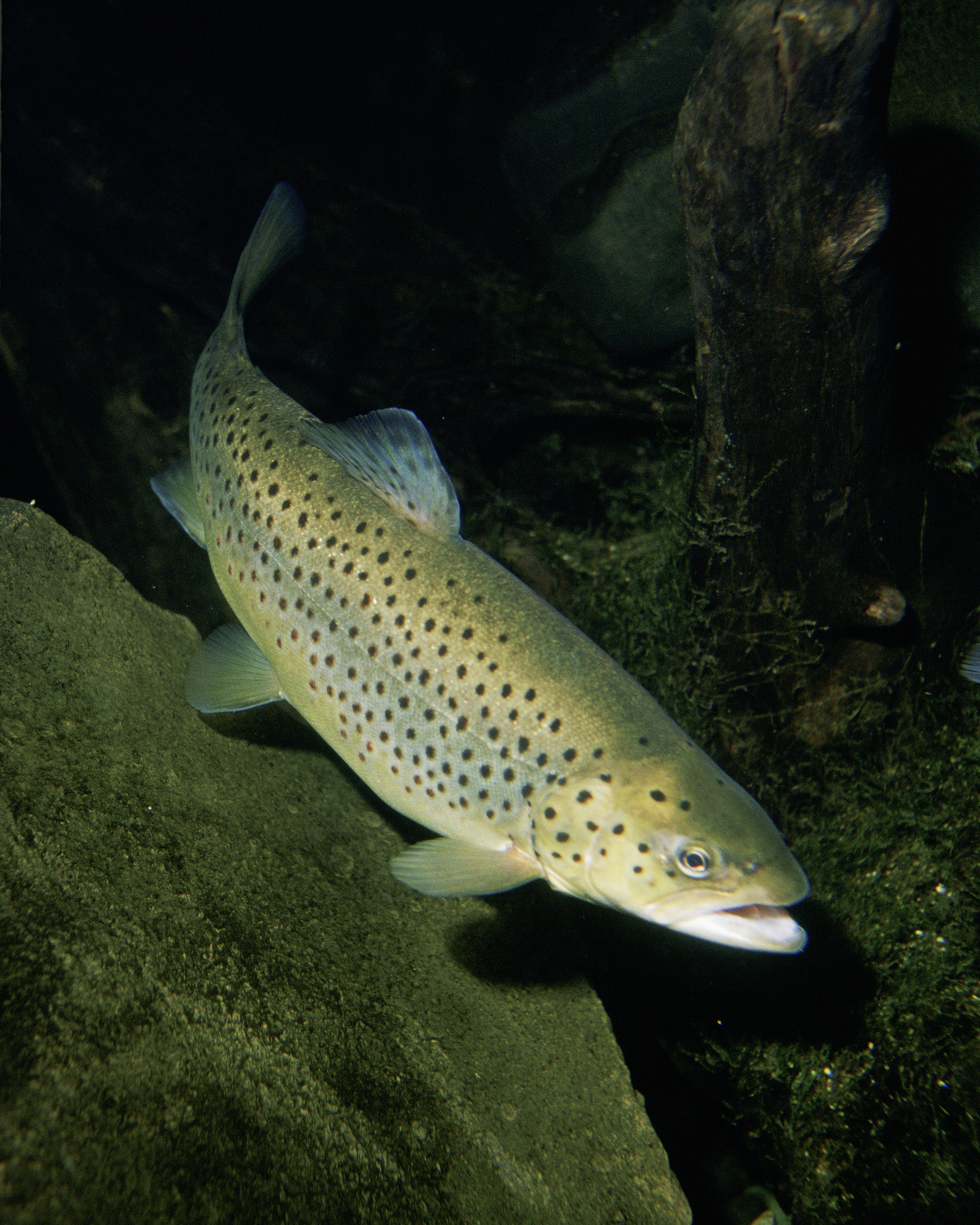
La mayoría de los ríos y arroyos de la Alcarria con caudal permanente son habitados por la trucha común.

La fauna que habita el paisaje de la Alcarria es la propia de ambientes mediterráneos. Entre los mamíferos destaca la presencia del jabalí, cuya extensión se ha visto favorecida por el progresivo despoblamiento de las zonas rurales, la gineta, la garduña y el zorro, el corzo, el conejo y la liebre. 
Entre la avifauna presente está la perdiz, la codorniz, la tórtola y diversos córvidos, a los que hay que añadir diversas aves acuáticas por ríos y lagunas como el ánade real, el pato colorado, el pato cuchara, el porrón común, el porrón moñudo, la cerceta común, la focha y el martín pescador. La cigüeña blanca está presente en nidos en lo alto de arboledas, torres y campanarios.
En cuanto a las aves rapaces, aparecen, sobre todo en los valles, buena parte de las especies presentes en la península ibérica. En los roquedales anidan el águila real, el buitre negro, el águila perdicera, el halcón peregrino, y el cernícalo. Sobre los árboles anidan el águila culebrera, el águila calzada, el azor, el gavilán, el milano real y el alcotán. Como rapaces nocturnas aparecen el búho real, el búho chico, el cárabo, el mochuelo, el autillo y la lechuza común.
Entre los reptiles son muy comunes la culebra bastarda y la culebra de escalera.
Por su parte, la ictiofauna goza de una especial importancia por la proliferación de ríos y los grandes embalses. Destacan las autóctonas trucha común, barbo común y barbo comizo, y las incorporadas trucha arco iris, tenca y cachuelo. Además, los embalses de Entrepeñas y Buendía forman un hábitat ideal para la carpa, el lucio y la lubina negra.

## Geografía humana

### Demografía
La población de la Alcarria se establece fundamentalmente en las cuestas y en los lechos de los valles, o cerca de las fuentes de agua. Menos frecuente es el desarrollo de localidades en los páramos, dado en despoblados y en nuevas urbanizaciones.
Hay enormes diferencias poblacionales teniendo en cuenta dos variables: por un lado, una mayor densidad de población se concentra en la parte occidental de la Alcarria, dentro de la Comunidad de Madrid y en el oeste de la provincia de Guadalajara, por el gran influjo que provoca la cercanía a la capital. También son zonas que han experimentado un mayor desarrollo económico y urbanístico mediante grandes urbanizaciones con población procedente fundamentalmente del área metropolitana de Madrid. Municipios como Loranca de Tajuña, Nuevo Baztán, Pioz, Pozo de Guadalajara, Los Santos de la Humosa o Villalbilla han establecido macrourbanizaciones fuera de los cascos urbanos que han multiplicado sus poblaciones, tanto de primera como de segunda residencia. En cambio, las zonas más orientales y meridionales de la Alcarria mantienen en mayor medida su fisonomía rural, así como una densidad de población muy inferior.
En su conjunto, los 186 municipios que integran La Alcarria suman 333 957 habitantes (191 092 en la Comunidad de Madrid, 134 104 en la provincia de Guadalajara y 8 761 en la de Cuenca). Como ejemplo, los cinco mayores municipios por población de cada subcomarca de la Alcarria son:
| Municipio   | Población (2019) |
| ----------- | ---------------- |
| Guadalajara | 85 871 hab.      |
| Pioz        | 4052 hab.        |
| Yebes       | 3791 hab.        |
| Chiloeches  | 3579 hab.        |
| Horche      | 2535 hab.        |

| Municipio | Población (2019) |
| --------- | ---------------- |
| Mondéjar  | 2645 hab.        |
| Cifuentes | 1697 hab.        |
| Sacedón   | 1533 hab.        |
| Trillo    | 1319 hab.        |
| Almoguera | 1289 hab.        |

| Municipio        | Población (2019) |
| ---------------- | ---------------- |
| Huete            | 1765 hab.        |
| Barajas de Melo  | 932 hab.         |
| Priego           | 896 hab.         |
| Villalba del Rey | 516 hab.         |
| Buendía          | 400 hab.         |

| Municipio              | Población (2019) |
| ---------------------- | ---------------- |
| Alcalá de Henares      | 195 982 hab.     |
| Arganda del Rey        | 55 389 hab.      |
| Mejorada del Campo     | 23 274 hab.      |
| Villalbilla            | 13 878 hab.      |
| Velilla de San Antonio | 12 236 hab.      |
| Loeches                | 8791 hab.        |

| Municipio             | Población (2019) |
| --------------------- | ---------------- |
| Colmenar de Oreja     | 8032 hab.        |
| Morata de Tajuña      | 7683 hab.        |
| Villarejo de Salvanés | 7335 hab.        |
| Chinchón              | 5331 hab.        |
| Villaconejos          | 3388 hab.        |

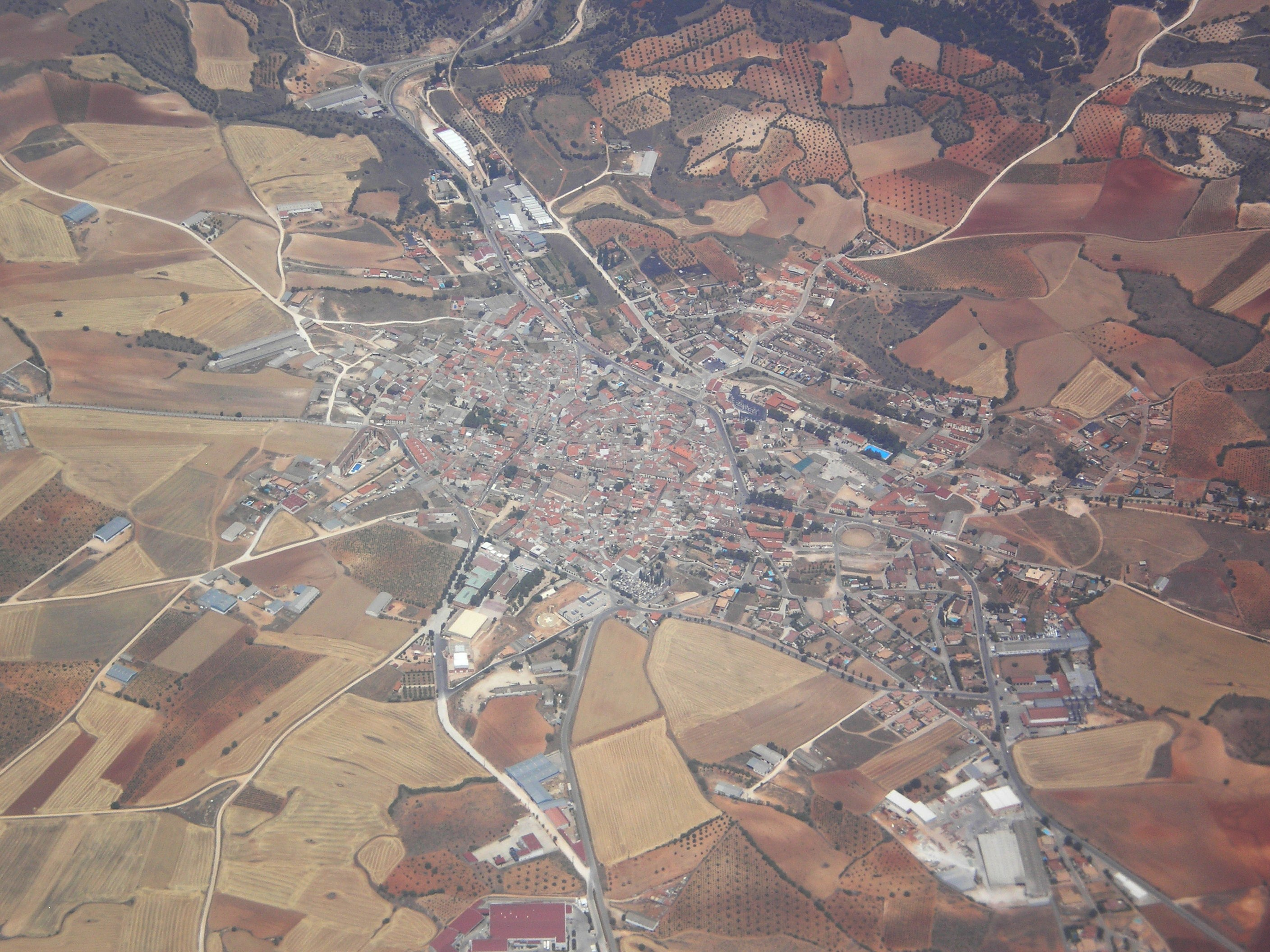
Imagen aérea de Mondéjar, la mayor localidad de la Alcarria Baja.

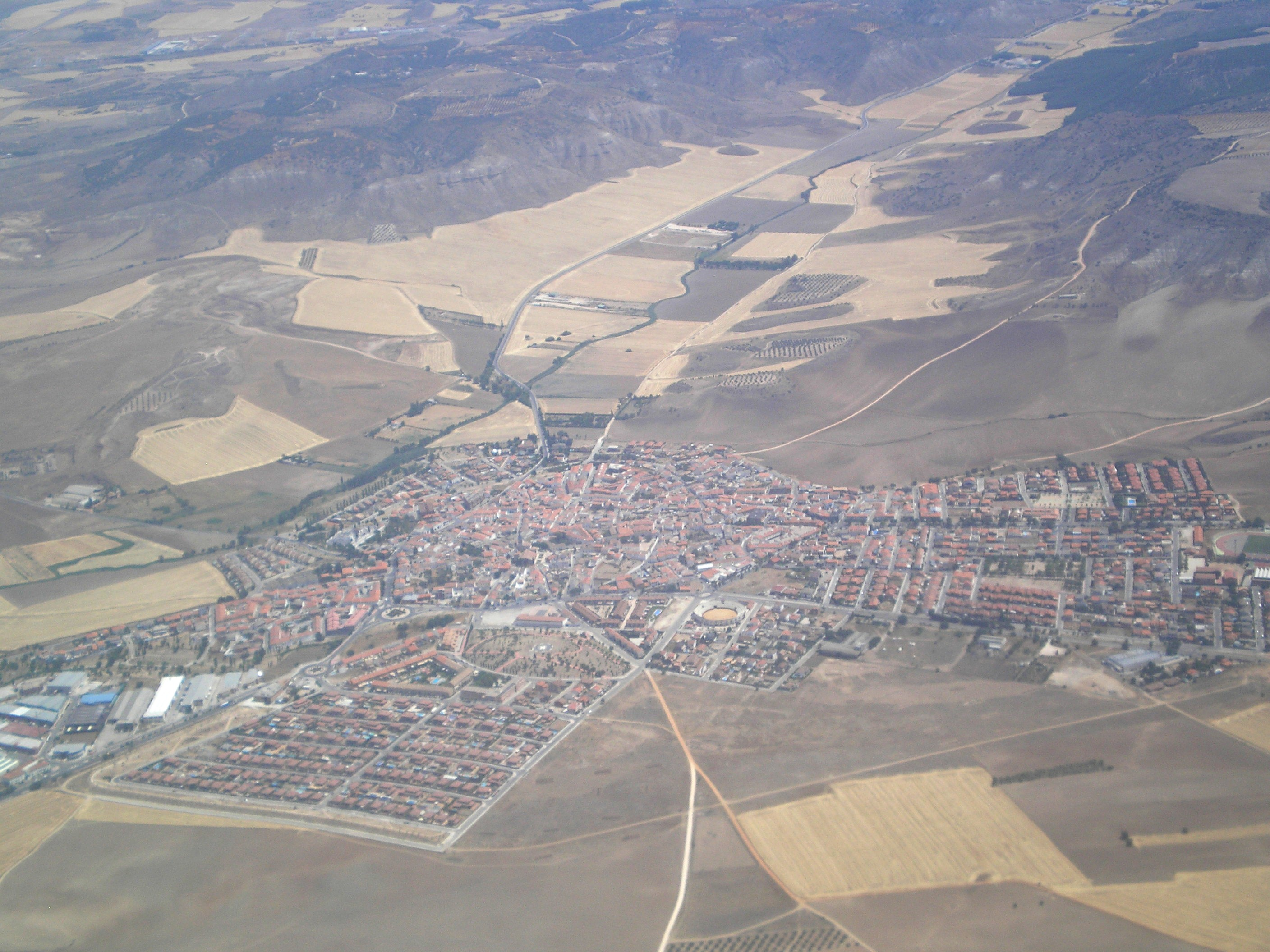
Imagen aérea de Torres de la Alameda.

Por otro lado, independientemente de la zona, hay localidades con una mayor población rodeada de pequeñas localidades dentro de su área de influencia, que generalmente coinciden con los antiguos señoríos jurisdiccionales y el mayor desarrollo que sufrieron sus capitales. Así, por ejemplo, localidades como Guadalajara, Brihuega, Pastrana, Almonacid de Zorita-Albalate de Zorita, Mondéjar, Sacedón, Alcalá de Henares, Chinchón o Huete, tienen una población notablemente superior a la mayoría de las otras localidades próximas a cada una de ellas.

### Economía

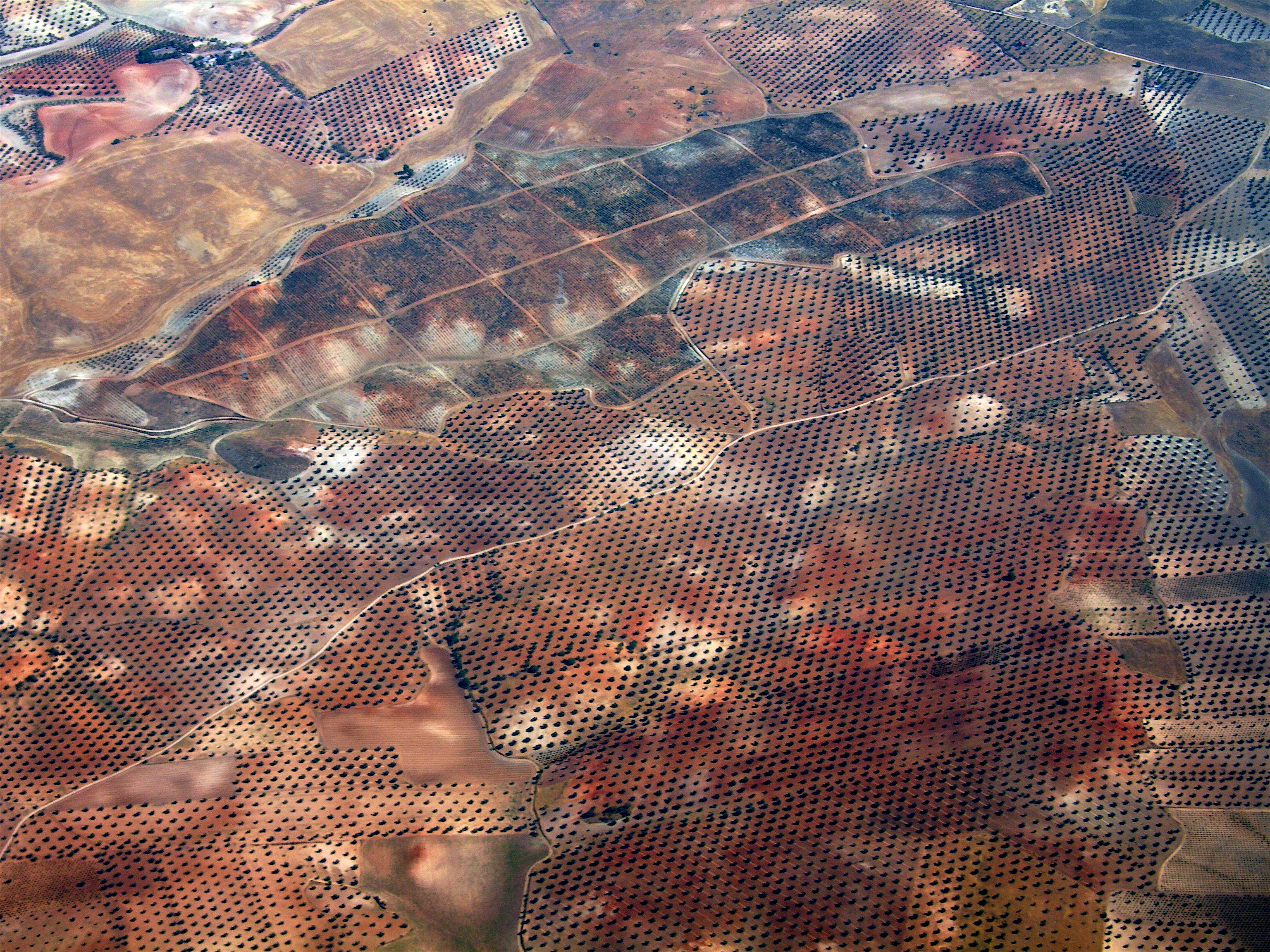
El cultivo del olivo representa una de las economías tradicionales más importantes de la Alcarria, que ha dado lugar a la D.O. Aceite de la Alcarria. En la imagen, los olivares la Alcarria de Chinchón.

La Alcarria ha basado históricamente su desarrollo económico en la agricultura y en la ganadería. La agricultura se ha diversificado entre el secano, dado en los extensos páramos con cultivos de todo tipo de cereal, fundamentalmente trigo, y las pequeñas huertas de regadío en los valles de los ríos y arroyos.
En particular, unidas a las agriculturas de cereal y hortícola, tienen especial presencia del cultivo del olivo, la viticultura y la apicultura. El olivo es muy abundante sobre todo en zonas donde el glacis no es muy pronunciado y donde los valles de los ríos no son excesivamente escarpados, sobre todo al sur del Tajuña, en las alcarrias baja, conquense y de Chinchón. El cultivo de la aceituna de variedad verdeja o castellana, propia de la Alcarria, ha dado lugar a la producción del aceite de la Alcarria, con Denominación de Origen Protegida en aquel elaborado en seis almazaras que explotan olivares de ciento treinta y siete municipios de las provincias de Guadalajara y Cuenca. Además, se cultiva la variedad camporreal en la zona de Campo Real, dedicada sobre todo a la venta del producto en bruto y a granel.
Aunque la producción de vino está muy generalizada en una buena parte de los municipios de la Alcarria, la producción más extensiva se ha generado principalmente en el corredor entre Mondéjar y Sacedón, en la zona de Arganda del Rey y entre Uclés y Huete. Como resultado de estas zonas de producción, los vinos de la Alcarria se agrupan en tres denominaciones de origen: Mondéjar, Vinos de Madrid y Uclés.
La apicultura ha sido un referente en la comarca gracias a la abundancia de matorrales y plantas aromáticas como el romero, el tomillo, el espliego o la lavanda, que se produce por una favorable orografía caracterizada por la orografía, de entre 600 y 1100 metros de altitud formada por páramos, valles y montes, y el clima mediterráneo continentalizado. La miel de la Alcarria es la primera denominación de origen apícola constituida en España.
Por otro lado, la ganadería ovina y caprina ha sido otro sustento económico importante de la Alcarria. Las explotaciones ganaderas, de mayor o menor tamaño, se dan en una gran parte de los municipios alcarreños. Aparejado a esta economía está la producción del cordero de la Alcarria.
Los municipios más grandes cercanos a los corredores industriales y empresariales, como el corredor del Henares, han desarrollado mayormente los sectores industrial y terciario. Guadalajara y Arganda del Rey se han convertido en importantes centros industriales que han generado una extensa red empresarial asociada a la actividad económica del área metropolitana de Madrid. Igualmente, en Brihuega se ha desarrollado una notable industria de azulejería y pavimentos, en Mondéjar de producción de muebles y Torija desarrolla una importante economía logística aprovechando su situación junto a la autovía A-2.
Por último, el turismo conforma otra importante fuente económica en muchos municipios de la comarca, sobre todo aquellos que presentan un importante patrimonio histórico-artístico y en aquellas áreas con condiciones para el turismo activo y de naturaleza, como el mar de Castilla, entre las provincias de Guadalajara y Cuenca, para la práctica de actividades náuticas o la Muela de Alarilla para el parapente y el ala delta.

#### Artesanía

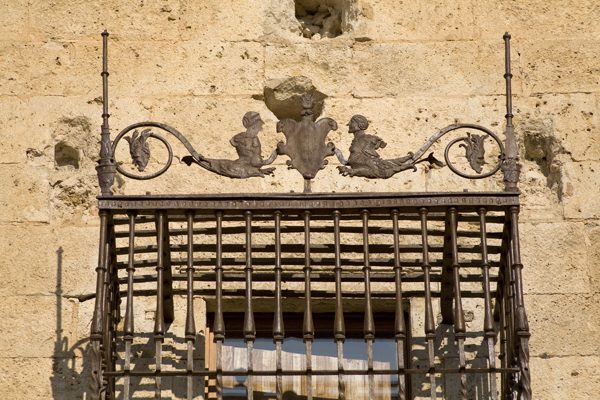
La forja ha sido una de las industrias tradicionales más importantes de la Alcarria. En la imagen, parte de la reja del palacio ducal de Pastrana.

En las localidades de la Alcarria también ha tenido una notable importancia la artesanía. En Brihuega, la ebanistería del mueble castellano caracterizado por el empleo de cuarterones y su inspiración en el mueble renacentista español. También Horche se distingue por sus artesanos dedicados a la talla y producción de muebles, además de aquellos dedicados al cuero.
La cerámica ha evolucionado desde un carácter tradicional y utilitario a otro más creativo y decorativo. Se distingue por la utilización de distintos barros y el esmaltado con diferentes minerales, predominando los tonos azules.
En Pastrana se trabaja la forja de hierro para realizar barandillas, balcones y rejas, de los que es ejemplo la reja dorada de su palacio ducal. Además de Pastrana, también hay una tradición de forja en Durón.
También en Durón, además de en Moratilla de los Meleros y Yélamos de Abajo, trabajan la cestería de mimbre y caña.
En Cifuentes destaca la talla de esculturas, fuentes, chimeneas y escudos de piedra.

## Patrimonio histórico
La Alcarria está formada por pequeñas poblaciones donde destacan su iglesia, de arquitectura más o menos modesta, y alguna casona señorial; pero también por poblaciones mayores que en su momento fueron cabeza de algún señorío o de alguna comunidad de villa y tierra o han tomado importancia por otros avatares históricos y que han desarrollado una arquitectura ciertamente rica a lo largo de varias épocas, sobre todo entre los siglos XI y XVIII.
El patrimonio histórico-artístico de la Alcarria es muy rico tanto en edificios religiosos, como en edificios civiles y militares. En todas las poblaciones hay iglesias construidas en distintas épocas y de distintos estilos. Los monasterios y conventos son bastantes abundantes en toda la comarca, tanto en las localidades como en las zonas más alejadas y solitarias. Entre los más importantes se encuentran el monasterio de Sopetrán (siglo VII) entre Hita y Torre del Burgo, el convento de la Salceda (siglo XVI) entre Tendilla y Peñalver, el monasterio de San Bartolomé (siglo XIV) en Lupiana y los cistercienses de Óvila, en Trillo, y de Monsalud (siglo XII), en Córcoles, que constituyeron dos de los cenobios cistercienses más importantes de toda Castilla. También aparecen varios castillos de distintos usos, épocas y magnitudes. En la mayor parte de las mayores poblaciones hay grandes plazas con construcciones soportaladas. Las fuentes son también muy abundantes en todas las localidades de la Alcarria, y suelen formar obras monumentales.
A todo ello hay que añadir el patrimonio ferroviario, en el que destacan los restos del antiguo ferrocarril del Tajuña y del que quedan en pie buena parte de las estaciones, realizadas todas con un diseño similar mediante mampostería de piedra caliza en un modesto estilo modernista de pequeño tamaño. También en la Alcarria se encuentra la estación de Jadraque, en la línea Madrid-Barcelona, diseñada con un estilo modernista que se reproduce en gran parte de las estaciones de esta línea entre Guadalajara y Zaragoza.

## Literatura
El paisaje de la Alcarria ha estado presente en muchas obras literarias a lo largo del tiempo. La comarca fue ya descrita por Tomás de Iriarte en el siglo XVIII en un viaje realizado entre Madrid y Gascueña y que plasmó en la obra Viaje a la Alcarria (1781). Iriarte también situó en la Alcarria Los cuatro lisiados, poema incluido en sus Fábulas literarias (1782).
Pero la obra que mayor protagonismo ha dado a la Alcarria ha sido Viaje a la Alcarria (1948) de Camilo José Cela, en donde el autor describe la vida rural de la España de los años 1940 a través de su viaje por algunas localidades alcarreñas. El libro fue editado en un gran número de idiomas y supuso el renacimiento de la literatura de viajes en castellano y el inicio de una serie de obras de Cela sobre la materia. En los años 1980 el autor volvió a realizar un nuevo viaje por la comarca que plasmó en la obra Nuevo viaje a la Alcarria (1986).
En 1968 José Luis Sampedro publicó El río que nos lleva, que narra la última maderada en los años 1940 por el río Tajo, desde el Alto Tajo hasta Aranjuez, atravesando la Alcarria, a través de un minucioso estudio psicológico de los personajes, y topográfico y etnográfico de los lugares por los que discurre el Tajo en el recorrido de los gancheros. La novela fue publicada en varios idiomas y llevada al cine en 1989 por Antonio del Real.

## Accesos y vías de comunicación

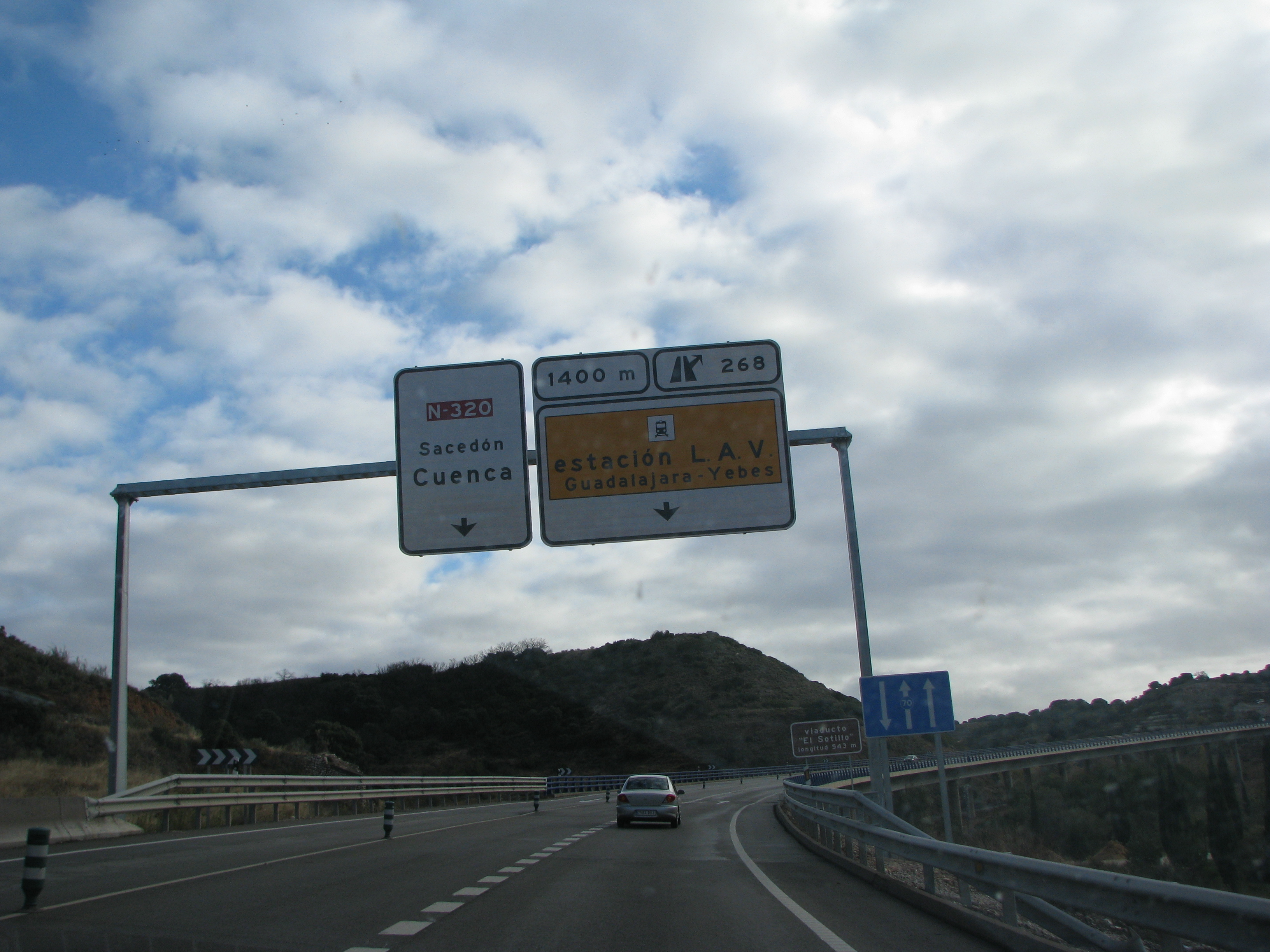
La N-320 vértebra la Alcarria de sur a norte. En la imagen, el viaducto del Sotillo salvando la cuesta hacia el páramo de la Alcarria desde Guadalajara.

- Carretera. La mayor parte de las carreteras que unen las localidades de la Alcarria se tratan de pequeñas vías secundarias de ámbitos autonómico de primer y segundo nivel y local, que discurren por la compleja orografía de páramos, cuestas y valles de la comarca. No obstante, el páramo alcarreño está atravesado por su zona norte por la Autovía del Nordeste y está flanqueado al oeste, por el valle del Jarama, por la Autovía del Este. Son las dos grandes vías de comunicación de la comarca. Por el interior de la comarca discurren la N-320, que une la Autovía de Alicante con la Autovía del Norte por Cuenca y Guadalajara vertebrando la Alcarria, y la N-204, que discurre enteramente por la comarca entre Almadrones y Sacedón. Dentro de las vías autonómicas, en la parte madrileña destacaría la M-300 que conecta el Barrio de la Poveda en Arganda del Rey con Alcalá de Henares y Torrejón de Ardoz y que gran parte de su itinerario perteneció a la histórica C-300 que conectaba Chinchón con Alcalá de Henares. En la provincia de Guadalajara destacaría la CM-101, que conecta las poblaciones más orientales de la Campiña con las más septentrionales de la Alcarria y la Sierra de Ayllón, siendo en parte la antigua ruta C-101 que conectaba Guadalajara con Tafalla. Entre las provincias de Guadalajara y Cuenca destacaría la CM-200 que conecta localidades manchegas con alcarreñas por poblaciones como Pastrana y Almonacid de Zorita. En la provincia de Cuenca destacaría la CM-310 con un recorrido parecido al que realizó el Quijote en la segunda parte de la obra cervantina. Además, está en proyecto la Autovía de la Alcarria, que uniría Guadalajara con Tarancón por Mondéjar.
- Ferrocarril. Paralela a la Autovía del Nordeste por el páramo alcarreño recorre la línea de alta velocidad Madrid-Zaragoza-Barcelona-Frontera francesa, a la cual pertenece la estación de Guadalajara-Yebes junto a Ciudad Valdeluz. Por la vega del Henares, al norte del páramo, recorre el ferrocarril Madrid-Barcelona de ancho ibérico, que tiene varias estaciones a lo largo de la provincia de Guadalajara como Guadalajara o Jadraque. Por el sur recorre el ferrocarril Madrid-Valencia, también de ancho ibérico, que tiene estaciones y apeaderos en varias localidades de la Alcarria conquense como Huete, Caracenilla y Cuevas de Velasco. Igualmente, los valles del Tajuña y el Tajo estuvo recorrido por el ferrocarril del Tajuña, un proyecto de ferrocarril de vía estrecha a través de la Alcarria que fue desmantelado. Parte de su trazado se ha aprovechado para la línea 9 del Metro de Madrid que une Arganda del Rey con Madrid.

## Cartografía
- Mapa de cultivos y aprovechamientos de Chinchón. Hoja 606, 1:50000. Ministerio de Agricultura, Pesca y Alimentación. 1979.
- Instituto Geográfico Nacional. Mapa topográfico nacional de España (MTN50). Hojas 486, 487, 488, 511, 512, 513, 536, 537, 538, 560, 561, 562, 563, 583, 584, 585, 586, 605, 606, 607, 608; 1:50000. Centro Nacional de Información Geográfica. 2006.
- Instituto Geográfico Nacional. "Cuenca". Mapa provincial (MP200). 1:200000. Centro Nacional de Información Geográfica. 2007.
- Instituto Geográfico Nacional. "Guadalajara". Mapa provincial (MP200). 1:200000. Centro Nacional de Información Geográfica. 2005.
- Instituto Geográfico Nacional. "Madrid". Mapa provincial (MP200). 1:200000. Centro Nacional de Información Geográfica. 2011.